# バントゥー語群
バントゥー語群（バントゥーごぐん）、またはバントゥー諸語（バントゥーしょご）は、アフリカの広い範囲で話され、互いに共通性のある一群の言語で、言語系統的にはニジェール・コンゴ語族のベヌエ・コンゴ語群に含められる。

## 名称
Bantuという言葉はドイツの言語学者W. H. I. Bleek（1827-1875）が最初に用いたもので、多くの言語で人を表す -ntu （または -tu ）と、いくつかの言語で複数を表す ba-（つまりba-ntu は「人々」の意味）から造語されたものである。19世紀後半にBleekとCarl Meinhofがバントゥー語の比較文法を研究し、さらにそれに続いて他のアフリカ中央・西部の言語との比較研究が行われた。バントゥー語群は約2000年前に、ナイジェリア東部・カメルーンの付近から農耕民によって広がったという見方が有力である。
バントゥー語群を話す民族を総称してバントゥー系民族と呼ぶ。

## 分布域
アフリカ中南部（カメルーン南部、ナイジェリア南東部、ガボン、赤道ギニア、コンゴ共和国、コンゴ民主共和国、ルワンダ、ブルンジ、ウガンダ、ケニア、ソマリア南端部、タンザニア、アンゴラ、ザンビア、マラウィ、モザンビーク、ジンバブエ、ナミビア、ボツワナ、南アフリカ）の広い範囲で使われており、話者数は約3億1千万人にものぼる。

## 諸言語
最も話者数が多いのはスワヒリ語（母語話者500万人以上、全話者は4000万人前後）であるが、母語話者数が最も多いのはショナ語（約1500万人）とズールー語（約1000万人）である。

## 特徴
バントゥー語の最も顕著な特徴は、接頭辞を盛んに用いることである。各名詞はある名詞クラス（ヨーロッパ語の性のような区分）に属し、それぞれの言語に10種内外の名詞クラスがある。クラスは名詞に接頭辞で示されると同時に、形容詞と動詞にもそれとの一致が示される。複数も接頭辞の変化によって示される。動詞には多種の接頭辞がつき、抱合語的な性格も示す。
例えばスワヒリ語でMtoto mdogo amekisoma「小さな子供がそれ[本]を読んだ」という場合、Mtoto（子供）は形容詞mdogo（小さい）の接頭辞m-と動詞の接頭辞a-を支配する。-me-は完了時制を示し、-ki-は目的語マーカーで「本のクラス」と一致する。「子供」が複数になれば、Watoto wadogo wamekisomaとなり、さらに｢本｣が複数になればWatoto wadogo wamevisomaとなる。言語名は接頭辞がある形とない形の両方で呼ばれることがある（たとえばキスワヒリとスワヒリ語、セツワナとツワナ語など）。
バントゥー語ではこれらは基本的に接頭辞の付かない形では現れない。たとえば国名はボツワナBotswana、民族名はバツワナ人Batswana、1人の人間を指す場合はMotswana、言語はセツワナSetswanaとなる。
畳語がよく見られ、動作の反復や強調を表現するのに使われる。
バントゥー語は音韻論的には日本語に似ている。典型的には開音節CV（子音＋母音）からなり、語はCV、VCV、CVCV、VCVCVなどで構成され常に母音で終わる。単独の鼻音も接頭辞などに多く使われるため、仮名で書くとンで始まる人名・地名が多い。鼻音以外の重子音は一般にはないので、日本語と同様に、外来語の重子音・末尾子音には母音が挿入されて、schoolがsukulu（チェワ語）、brushがburashi（スワヒリ語）のように変わる。
基本的には声調言語であったとされ、現在でも一部に声調言語がある。